# Планина Хасан
Планина Хасан (тур. Hasan Dağı) је вулкан у Анадолији, у Турској. Има два врха, 3 069 м високи источни Мали Хасан Даги и 3 253 м висок Велики Хасан Даги, и подиже се око 1 км изнад околног терена. Састоји се од различитих вулканских наслага, укључујући и неколико калдера, а његова активност је везана за присуство неколико раседа у овој области и за регионалу тектонику.
Активност је започела у миоцену, а наставила се у холоцену; мурал пронађен на археолошком налазишту Чатал Хојук контроверзно се тумачи као да показује ерупцију вулкана или чак примитивну мапу. Била је то друга планина са југа у систему византијских светионика који је упозоравао византијску престоницу Константинопољ на упаде током арапско-византијских ратова.

## Географија и геоморфологија
Планина Хасан лежи на Анадолској висоравни, између планинског ланца Таурус и Понтских планина, а њене и силуете планине Ерцијес доминирају пејзажом и уздижу се високо изнад околног терена. Град Аксарај лежи на 30-40 км северозападно од планине Хасан, док насеља Хелвадере, Улуорен, Дикмен и Ташпинар леже у смеру казаљке на сату од севера до северозапада око вулкана. Поред тога, на вулкану постоје сезонска насеља која су повезана са летњим пашњацима.
Планина Хасан део је веће вулканске провинције у Централној Анадолији познате као Централно Анадолска или Кападокијска вулканска провинција, која укључује игнимбрите, моногенетске вулканске области и стратовулкане попут планине Ерцијес, планине Хасан, Карацадаг  и Мелендиз Даг са површином од око 20 000 км² - 25 000 км². Вулканизам се догодио током Плио-плеистоцена и у квартару.
Вулкан има два врха, 3 069 м високи источни Мали Хасан Даги и 3 253 м високи Велики Хасан Даги; оба се налазе унутар калдере и састоје се од вулканске куполе и токова лаве. Велики Хасан Даги има два кратера ширине 800 м и 200 м и унутрашњи конус који је извор тока лаве.  На вулкану се налазе фосилни стенски ледници. Вулкан се у целини подиже скоро 1 км око околног терена  и простире се на површини од 760 км² са 354 км³ стена. Терен планине Хасан формирају бреча, игнимбрит, лахар депозити, купола, токови лаве и пирокластични ток депозита. Наслаге пирокластичног тока јављају се у облику лепеза или долинских токова, када су канализиране топографијом. На северним странама такође се налазе остаци лаве са брежуљкастим површинама. Вулкани планине Хасан подељени су у јединицу „врућег тока“, јединицу „пепео планине Хасан“ и у јединицу лаве.
Конуси од шљаке, кратери и пратећи токови лаве који се јављају око планине Хасан су део базалтне вулканске породице која формира паразитске купе. Ту спада Yıpraktepe конус/кратер и поље тока лаве у Караташу (тур. Karataş) које се простире на површини од 60 км² а произвели су га пукотински отвори. Многи од конуса око планине Хасан груписани су као вулканско поље Хасандаг-Каракадаг.

## Геологија
Као последица субдукције и коначног затварања океана Тетис и континенталног судара између Арабије - Африке и Евроазије, Анадолија се креће према западу између Северноанадолског и Источноанадолског раседа. Овај покрет и последична тектонска деформација Анадолије одговорни су за вулканизам у Централној Анадолији који траје током последњих 10 милиона година; овај вулканизам је дефинисан као „постколизиони“. Даље, вулканизам на планини Хасан повезан је са раседом Туз Голу и његовим пресецањем са раседима Караман-Аксарај; први од њих је један од два главна система раседа у Централној Анадолији који утичу на тамошњи вулканизам, а вулкански производи планине Хасан су деформисани због раседа.
Западна планина Хасан, централна Keçiboyduran  и источна Melendiz Dağ чине планински масив, који је окружен равницама и чији врхови досежу висине преко 3 000 м. Од ових планина, Melendiz Dağ је јаче еродиран у поређењу са стрмим врховима Хасана и такође је из раног плиоценског доба. До неке мере планина Хасан такође је окружена великом депресијом. Поред тога, планина Хасан формира вулкански низ са Karadağ и области Карапинар. 
Основу у Централној Анадолији чине магматске, метаморфне и офиолитне стене, од којих су прве из палеозоика до мезозоика;  међутим, површину углавном чине терцијарне вулканске стене, које су формиране како од вулканског ломљеног материјала, тако и од појединих вулкана.

### Састав
Планина Хасан је произвела вулканске стене састава у распону од базалта до риолита али доминантне компоненте су андезит и дацит које дефинишу старију толеитску и млађу калко-алкалну или алкалну серију. Стене заузврат укључују амфибол, апатит, биотит, пироксен,, гарнет,  илменит, лискун,, оливин, ортопироксен, плагиоклас,  аугит, бронзит, диопсид, салит, кварц. Старије вулканске фазе произвеле су базалтни андезит док се дацит појављује тек у најновијој фази. Опсидијан се такође јавља у најновијој фази иако није важна компонента.  Базалтна група укључује базалтни андезит и алкалне базалте са аугитом, клинопироксеном, гарнетом, хорнблендом, оливином, ортопироксеном, оксидима и плагиокласом. 
Чини се да су процеси мешања магме најважнији механизми који су укључени у настанак магми планине Хасан, који потичу из плашта уз учешће компонената коре. Докази о фракционој кристализацији нађени су у најновијим стенама и генералније играју улогу у настанку Хасанових магми мада не објашњавају све  особине састава. Старије вулканске фазе такође показују доказе о утицају субдукције док новије магме више указују на процесе унутар плоче, ефекте ширења коре и присуство воде.

## Екологија и хидрологија
На планини Хасан јављају се храстове шуме. Између октобра/новембра и маја, планина је често покривена снегом због уобичајених падавина у то време, а када се топи, вода се углавном инфилтрира у пропусне стене, чинећи вулкан главним подручјем за обнављање подземних вода у региону. Поред тога, вулкани планине Хасан чине главни водоносни слој а река Мелендиз пролази северно и североисточно од вулкана.

## Историја ерупције
Планина Хасан активна је последњих 13 милиона година.   Ова активност датира се на 120.000, 65.000  и најновији догађај пре 34.000 година. 
Мала планина Хасан је вероватно старија јер је јаче еродирана, док је морфологија Великог Хасана Дагија свежија иако су њени наноси пирокластичног тока јако усечени. Датуми од пре 33.000 и 29.000 година добијени су на куполама на врху. Комади стена пронађени у равници Коније и у језеру регије Турских језера приписани су планини Хасан. 

### Холоценска активност и могуће приказивање ерупције на фресци из Чатал Хојука
Ерупције су се догодиле пре 8.970 ± 640, 8.200, пре мање од 6.000 година и пре 0 ± 3.000 година; прва је поставила пловућац на врху, претпоследња је формирала куполу лаве на северном боку, док је последња формирала ток лаве на западном подножју планине Хасан. Хидротермална активност се такође јавља на планини Хасан, са фумаролама и емисијама водене паре на врху.
Мурал откривен у Чатал Хојуку протумачен је као показивање ерупције вулкана, која је обично повезана са планином Хасан, а овај је мурал чак тумачен као најстарија позната карта. Интерпретација фреске која приказује ерупцију вулкана оспорена је међутим јер је алтернативно тумачење да је „вулкан“ приказан на фресци заправо леопард, а „село“ скуп случајних геометријских мотива. Тумачење карте је такође оспорено.
Ако мурал заиста показује ерупцију, вероватно се то догодило само кратко време пре него што је мурал нацртан. Радиокарбонско датирање дало је отприлике 7.400 - 6.600 година пре нове ере а радиометријско датирање извело је доказе о експлозивним ерупцијама током времена док је Чатал Хојук био насељен. Забележена ерупција вероватно је била ерупција куполе лаве и могућа, иако спорна реконструкција фреске која бележи ерупцију, налази се у Музеју анатолских цивилизација у Анкари.  Откриће ове фреске довело је до напора да се датира еруптивна активност планине Хасан.

### Значај током византијске ере
На планини Хасан налазио се византијски град Мокисос.  Планина се сматра другим светиоником византијског система светионика, који је коришћен за пренос података са планина Таурус у византијску престоницу Цариград. 